# Giovanni Cottone
Giovanni Cottone (Palermo, 12 luglio 1957) è un imprenditore italiano.
Giovanissimo, si trasferisce a Milano ove inizia a lavorare nel settore del commercio di prodotti elettrodomestici.
Fonda diverse società con cui commercia, sul mercato italiano, elettrodomestici, prodotti elettronici e telefoni cellulari.

## L'elettronica di consumo
Grazie alla conoscenza del mercato cinese, introduce in Italia numerosi prodotti elettronici di prezzi molto contenuti, quali lettori portatili di file musicali, lettori DVD, apparecchi home theatre, televisori, radio, apparecchi stereo. L'idea di fondo è quella di congiungere le potenzialità del mercato cinese con l'efficacia della grande distribuzione commerciale organizzata.
Nel 2002, con la nuova società Solari.com srl rilancia sul mercato italiano il marchio Amstrad, divenuto famoso già negli anni ottanta per il settore elettronico, puntando sui prodotti elettronici più recenti. Cottone è tra i primi importatori a diffondere in Italia i decoder per il digitale terrestre.
Ex socio di Paolo Berlusconi nella società Solari che distribuiva decoder, nel 2007 Cottone scampò fortunatamente a un sequestro organizzato dalla ex-moglie, che poi fu arrestata. Cottone avrebbe ricavato, a dire della ex moglie, oltre settantacinque milioni di euro frodandoli a Paolo Berlusconi: il denaro era depositato in un conto corrente bancario in Svizzera, che in totale ammontava a oltre cento milioni di euro e tale notevole cifra era il motivo di tanto odio.
Nell'anno 2009, Cottone ritorna nuovamente sul mercato dell'elettronica organizzando un'apposita divisione della Motom Italia Spa dedicata all'elettronica. La società cambia la sua denominazione in Motom Electronics Group Spa e rileva altri marchi importanti nel settore: Sansui e Akai.

## Le motociclette
Nel corso del 2005 Cottone rileva il marchio Garelli ponendone le basi per il rilancio nel settore del motociclo. La società, che importava scooter cinesi rimarchiati, fallirà nel 2012.
Nel 2007 rileva Motom, un altro marchio italiano del settore motociclistico.
Successivamente nel 2008 rileva il marchio Lambretta, poi utilizzato per commercializzare uno scooter cinese della Fosti. Dopo varie dispute legali e il collasso delle vendite l'attività viene chiusa.

## Vita privata
Il 5 maggio 2013 sposa la showgirl Valeria Marini nella Basilica di Santa Maria in Aracoeli a Roma.
I due si separano però dopo nemmeno un anno.
In realtà si scopre che Cottone era già sposato in chiesa e quindi il matrimonio con la Marini è stato annullato. Ecco come ha commentato Valeria Marini la riforma dell'annullamento delle nozze religiose voluta da Papa Francesco:  "La mia è stata una vicenda molto dolorosa, perché io sono profondamente cattolica. Io ho ottenuto la nullità delle nozze dalla Sacra Rota nel giro di quattro, cinque mesi, quindi in poco tempo per l'epoca, perché c'era un motivo valido, visto che prima del nostro matrimonio mio marito si era già sposato in chiesa in Sicilia e mi aveva mentito dicendo che le sue precedenti nozze erano state registrate solo al Comune". Durante un'intervista rilasciata a Francesca Fagnani in trasmissione Belve su RAI 2, Marini ha dichiarato di aver prestato € 2.500.000 a Cottone, che poi non ha restituito tale cifra, quindi l'attrice ritiene di esser stata truffata da Cottone. 